# Молочное хозяйство
Молочное хозяйство (молочная ферма) — агропромышленное предприятие, производящее молоко-сырьё, в основном от молочных коров, а также от коз, овец, лошадей, верблюдов и некоторых других сельскохозяйственных животных.
Крупный рогатый скот — основной вид животных в молочных хозяйствах: коровы дают более 500 млн тонн всемирных годовых надоев (2014), буйволицы — около 100 млн тонн (в основном — в Индии); годовое мировое производство козьего молока — 18 млн тонн, овечьего — 10 млн тонн. Хозяйства, как правило, содержат животных в течение всего их биологического цикла, устройство предприятий обычно следует за необходимостью раздельного содержания и ухода за животными разных возрастных групп. Разнообразие технологий содержания и обслуживания варьируется в зависимости от размеров хозяйств, доступных средств механизации и автоматизации, а также природно-климатических условий; обслуживание включает такие операции, как доение, кормление, уборку навоза, зооветеринарный сервис. Выработанное молоко на современных молочных хозяйствах подвергается первичной переработке, после чего отправляется специальным транспортом на предприятия молочной промышленности (молочные комбинаты, сырзаводы, маслозаводы, молочноконсервные заводы); некоторые предприятия выработанное сырьё или его часть перерабатывают на месте.
В экономике молочного хозяйства основные ограничивающие масштаб предприятия затраты — доставка объёмистых кормов, оптимальный размер хозяйства во многом определяется этим фактором (наряду со сбытовыми возможностями). С конца XX века имеет место мировая тенденция укрупнения молочных хозяйств.

## Экономика

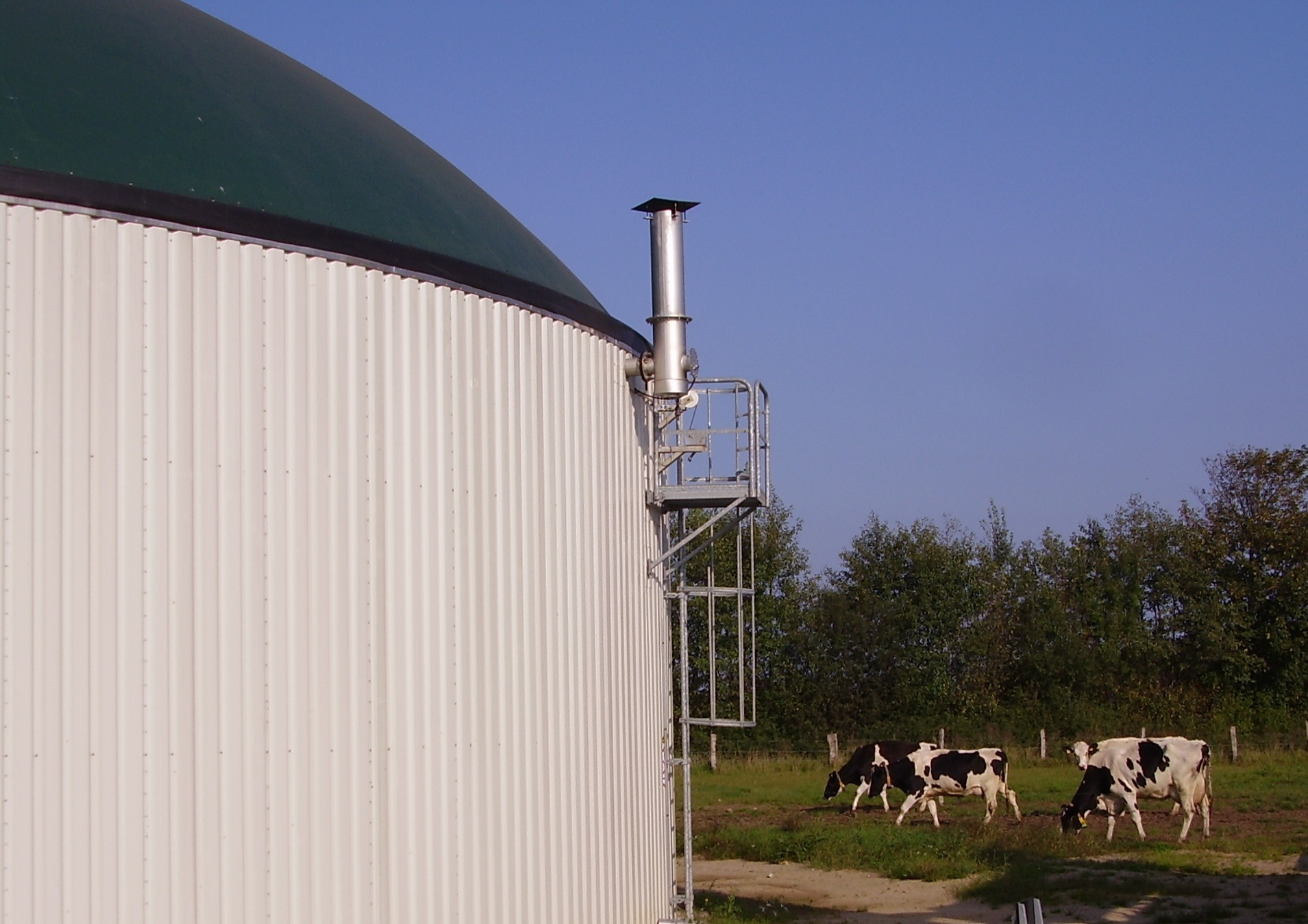
Метанник биогазовой установки в молочном хозяйстве под Ноймюнстером

Основные специфические показатели деятельности молочных хозяйств — поголовье фуражных животных (молочных коров или других молочных животных), надои (общее количество произведённого молока в год), удой на одну голову в год, себестоимость единицы массы молока (как правило, с приведением к нормативной жирности, например, 3,5 %), себестоимость одной головы приплода. Для молочных хозяйств характерно неравномерное распределение значений показателей по сезонам, поэтому для сравнительного анализа используются годовые значения.
Капитальные затраты на создание и реконструкцию молочных хозяйств связаны в основном с постройкой сооружений, выкупом земель (особенно для хозяйств с собственными угодьями для выпаса и полями для выращивания кормов), с закупкой доильного, кормового и навозоудалительного оборудования, оборудования для хранения и первичной переработки молока, некоторые хозяйства приобретают свои молоковозы и прочий транспорт. Среди операционных затрат выделяются расходы на корма, прежде всего — их доставку, также крупные статьи расходов — электроэнергия (особенно в хозяйствах с мощным холодильным оборудованием, с механическими системами для кормления и навозоудаления), оплата труда персонала, зооветеринарное обслуживание. Доходы молочные хозяйства получают в основном от реализации молока или молочных продуктов, производимых на месте, небольшую часть доходов — от реализации приплода или откормленных бычков, от реализации побочных продуктов, полученных при обслуживании (шерсть, волос) и в результате забоя и падежа (шкуры, технические жиры, рога, копыта, субпродукты); некоторые хозяйства также зарабатывают на навозе, биогазе. Показатель возврата инвестиций молочных хозяйств один из самых низких в агропромышленном секторе, новое крупное хозяйство окупается приблизительно через 15 лет.
Размеры хозяйств определяются экономическими факторами, с одной стороны — снижением удельных внутренних затрат на единицу продукции при увеличении поголовья, с другой — доступными объёмами инвестиций, ограниченным сверху количественным спросом на продукцию в регионе производства и ростом внешних затрат при увеличении поголовья, главным образом — на доставку кормов, удельная стоимость которой возрастает с увеличением требуемых объёмов. Кроме возможных проблем с кормовой базой, на размер могут влиять ограничения зооветеринарного характера (в частности, возрастающие затраты на предотвращение эпизоотий, требующие в некоторых случаях сложных решений, вплоть до создания санитарных разрывов).
Фактор близости к потребителям продукции был определяющим до 1920-х — 1930-х годов, пока не появились молоковозы с термоизолированными цистернами, с появлением впоследствии авторефрижераторной техники он стал ещё менее значимым; при этом экономия на масштабах стала более существенной с повышением уровней механизации и автоматизации хозяйств. В 1970-е годы в то время как во всём мире преобладали небольшие молочные хозяйства, в СССР в появились хозяйства-гиганты, среди таковых отмечаются ферма в Тамбовской области на 4 тыс. голов и агрофирма «Щапово» на 2 тыс. Со временем тенденция укрупнения предприятий охватила и другие страны, так, в США — крупнейшем мировом производителе молока, — с 1970 по 2015 год средний размер поголовья в хозяйствах увеличился с 19 до 125 коров, а более половины выпуска продукции к 2000-м годам оказалось сосредоточенной на предприятиях с поголовьем от 1 тыс., появились хозяйства на 20 тыс. коров (Dugan Brothers, Аризона, 2015), а создание нового хозяйства менее 2,5 тыс. голов уже к середине 2000-х считалось экономически нецелесообразным. Хозяйства размером от тысячи голов с 1990-х — 2000-х годов строятся и в Западной Европе, где характерна стратегия поэтапного наращивания мощности.

## Устройство
Цеховая структура молочного хозяйства организована как правило в контексте биологического цикла животных. Для крупного рогатого скота выделяется три основных сектора — ремонтного молодняка, первотёлок и производства; если на предприятии откармливают бычков, то выделяется также сектор откорма.
В цехах сектора ремонтного молодняка содержатся животные от рождения (телята) до нетелей семимесячной стельности. Количество цехов определяется в зависимости от масштабов хозяйства и технологических особенностей, в крупных хозяйствах в секторе ремонтного молодняка может быть выделено семь цехов, соответствующих разным возрастным группам. Первый цех, куда попадают новорожденные телята — профилакторий, где они содержатся первые 10—15 дней жизни на обильной соломенной подстилке и обслуживаются индивидуальным кормлением. С следующем цехе содержатся молочные телята, где могут быть применены автоматизированные системы выпоя. В цехах ремонтного молодняка старших групп применяется беспривязная система содержания. Начиная с 15-го месяца тёлок осеменяют, и на 7-м месяце их переводят в следующий сектор.
Первый цех в секторе первотёлок — подготовки к отёлу. В цехе отёла, где первотёлки находятся в фазах глубокостельности, отёла и новотельности, выделяются соответствующие участки (дородовой, родовой, послеродовой). Через 10—15 дней после отёла первотёлки поступают в цех раздоя и осеменения, затем — в цех проверки первотёлок, где их проверяют на удой, приспособленность к машинному доению.
Цехи производственного сектора для крупного рогатого скота — сухостойных коров, отёла, раздоя и осеменения коров, производства молока. Так как функции цехов подготовки к отёлу, отёла и раздоя сходны с функциями аналогичных цехов в секторе первотёлок — в небольших хозяйствах их объединяют.
В секторе откорма традиционно выделяют три цеха — выращивания, доращивания и заключительного откорма, но может быть избрано и другое устройство в зависимости от избранной технологии.

## Технологии
Многообразие технологий молочного хозяйства основывается на комбинации возможных систем, способов и методов содержания, а также принципов, способов и методов обслуживания. Рациональные сочетания технологий содержания и обслуживания зависят от множества факторов, среди которых инвестиционные возможности, размеры хозяйства, природно-климатическими условия, доступность кормовых и пастбищных угодий, стоимость ручного труда, поведенческие особенности применяемой породы животных.

### Система содержания
Две противоположных системы содержания — пастбищная, при которой организуется постоянный выпас скота на пастбищах, и стойловая безвыгульная с содержанием скота в хлевах (коровниках, овчарнях, кошарах). Промежуточный вариант — стойлово-пастбищная система, когда животные в дневное время находятся на выпасе, а в остальное время — в стойле; возможны варианты организации с летним лагерем (в случае удалённых пастбищ). При стойлово-выгульной системе организуются выгульные площадки или кормовыгульные дворы, на которые подвозится свежескошенная зелёная масса.
В общем случае пастбищные формы содержания обеспечивают относительно низкие затраты кормов, более высокую продуктивность и лучшее здоровье животных. Иногда пастбищная система применяется только для ремонтного молодняка, тогда как остальное стадо размещается в стойлах. Среди недостатков пастбищных форм — возможный дефицит питания (животных приходится подкармливать и это требует дополнительных организационных затрат), а смешанных форм, особенно при сезонной смене пастбищ на стойла — затраты на перестройку процессов управления стадом, временные расстройства пищеварения у животных в связи со сменой типов кормов и временные снижения удоев.

### Способ содержания

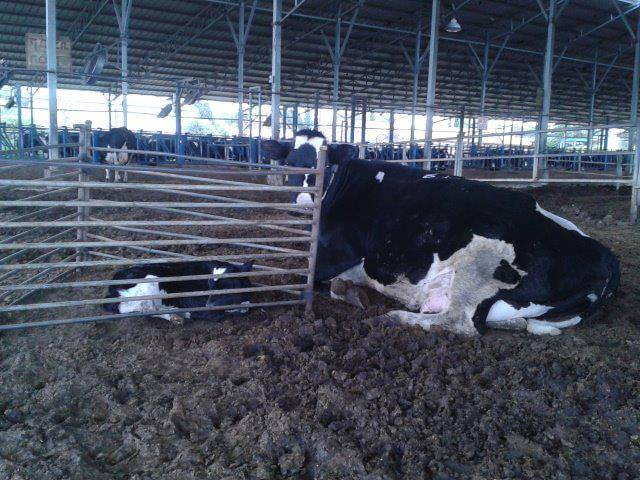
Отбор телёнка

Классический способ содержания — привязный, когда животные зафиксированы  на малой площади и привязаны к индивидуальной кормушке.
Беспривязное содержание предусматривает свободное перемещение животных внутри относительно большой секции или во всём помещении, животные могут занимать любое место для кормления и отдыха, при этом возможны различные разновидности — с комбинированными боксами, с индивидуальными боксами для отдыха животных, без боксов. Основным недостатком беспривязного метода является конкуренция коров за корм, когда более агрессивные и как правило менее продуктивные особи вытесняют более спокойных, однако в условиях изобилия кормов такой проблемы не наблюдается. Беспривязное содержание считается более современным и эффективным способом, однако переход на него часто сопровождается как проектными, так и организационными осложнениями (требуется тщательная проработка перепланировки, перерасчёт нормативов на корма и подстилку, переподготовка персонала). Существуют также и комбинированные способы содержания, когда животных временно фиксируют возле индивидуальной кормушки, и при необходимости выпускают, для этого применяются разного рода автоматические привязи и запирающие комбибокс автоматические устройства.

### Метод содержания
Основные методы содержания — подстилочный (на сменяемой или несменяемой подстилке) и бесподстилочный (на сплошных или щелевых полах). Главная характеристика подстилки — влагопоглощающая способность, чем она выше, тем эффективнее, особенно это важно для крупного рогатого скота, выделяющего около 20 л мочи в сутки. В качестве подстилки применяются солома, торф, опилки, реже — песок. В зависимости от материала и нормы внесения смена подстилки может осуществляться от двух раз в сутки до одного раза в месяц; несменяемая подстилка сохраняется весь период содержания животных в секции.
При бесподстилочном методе со сплошными полами важную роль играет подбор материала, обеспечивающего низкую теплопроводность, прочность, нескольжение, водонепроницаемость, устойчивость к агрессивным жидкостям (моче, дезинфицирующим средствам), очищаемость. Щелевой пол обычно применяется при беспривязном содержании, ширина планок и расстояние между ними для такого пола подбирается таким образом, чтобы кал животных легко проваливался в такой пол, и при этом не наносился ущерб конечностям животных. Под решётками щелевого пола организуются каналы, по которым отходы удаляются самотёком; в этом случае технологическим осложнением может являться высокий уровень влажности навозных стоков (до 95 % и более), что затрудняет их обработку и использование.

### Принцип обслуживания
Принцип обслуживания — подход к обслуживающим операциям, может быть индивидуальным, когда учитываются особенности каждого животного, либо групповым, когда формируются группы животных со сходными характеристиками, и они обслуживаются по единому стандарту. Существуют компромиссные — индивидуально-групповые варианты, когда, например, в группе кормление силосом стандартизовано (одинаковая порция для всех животных), а подбор и доза концентрированных кормов индивидуализированы.
В одну группу подбирают животных, находящихся в близком стадии биологического цикла, и имеющих сходные характеристики по продуктивности. По стадиям биологического цикла для крупного считается целесообразным нахождение в одной группе коров, разница между отёлами у которых не превышает 21 день. Кроме того, для группирования животных могут использоваться следующие признаки: скорость молокоотдачи, возраст, масса, простейшим способом группировки считается объединение животных по стадии лактации.

### Способ обслуживания
Способ обслуживания определяет организацию каждого из видов операций обслуживания — они могут проводиться на выделенных постах обслуживания, по месту содержания; при этом часть операций может проводиться на постах (например, доение в доильном зале), а часть — по месту содержания (например, кормление и поение в комбибоксах с автопривязью). При этом посты обслуживания могут быть организованы как в виде секций в помещениях, где содержатся животные, так и в отдельных помещениях или даже сооружениях. Важное технологическое решение для постов обслуживания — выбор способа доставки животных к ним, возможна как организация самостоятельного перемещения животных, так и применение конвейерного транспорта. Существуют разнообразные конвейерные решения, существуют варианты, когда животные вынуждены самостоятельно перемещаться вслед за кормораздаточным транспортёром или подвесной кормушкой к постам обслуживания, существовала конструкция с кольцевым конвейером в виде двух рядов стойл, вращающихся на рельсовой платформе с кормушкой между рядами с фиксированными доильными установками и дозаторами для концентратов и кормов (цикл доения на таком конвейере диаметром около 50 м занимает 2 ч), отработаны решения с содержанием животных в станках-тележках с полным оснащением для содержания (кормушкой, поилкой, ёмкостью для сбора экскрементов), перемещаемых для обслуживания по рельсам по каскаду постов обслуживания (на одном из постов опорожняется ёмкость для сбора навоза, на другом осуществляется кормление, на следующем — доение). Среди возможных проблем с некоторыми видами конвейеров — гиподинамия животных, чреватая соответствующими функциональными нарушениями и, в конечном счёте, снижением продуктивности.

### Метод обслуживания
Два основных метода обслуживания животных — официантский и самообслуживание. Первый вариант, когда обслуживающий персонал должен непосредственно контактировать с каждым животным для осуществления большинства операций по месту содержания, преобладает в небольших хозяйствах, а также при привязном способе. При самообслуживании используются техники автоматизации: самокормушки, автопоилки, доильные роботы; по мере проникновения технологий автоматизации количество операций с самообслуживанием увеличивается, в связи с чем изменяется квалификационная структура персонала и возрастает насущность вопросов масштабирования хозяйства.

## Операции обслуживания

### Кормление

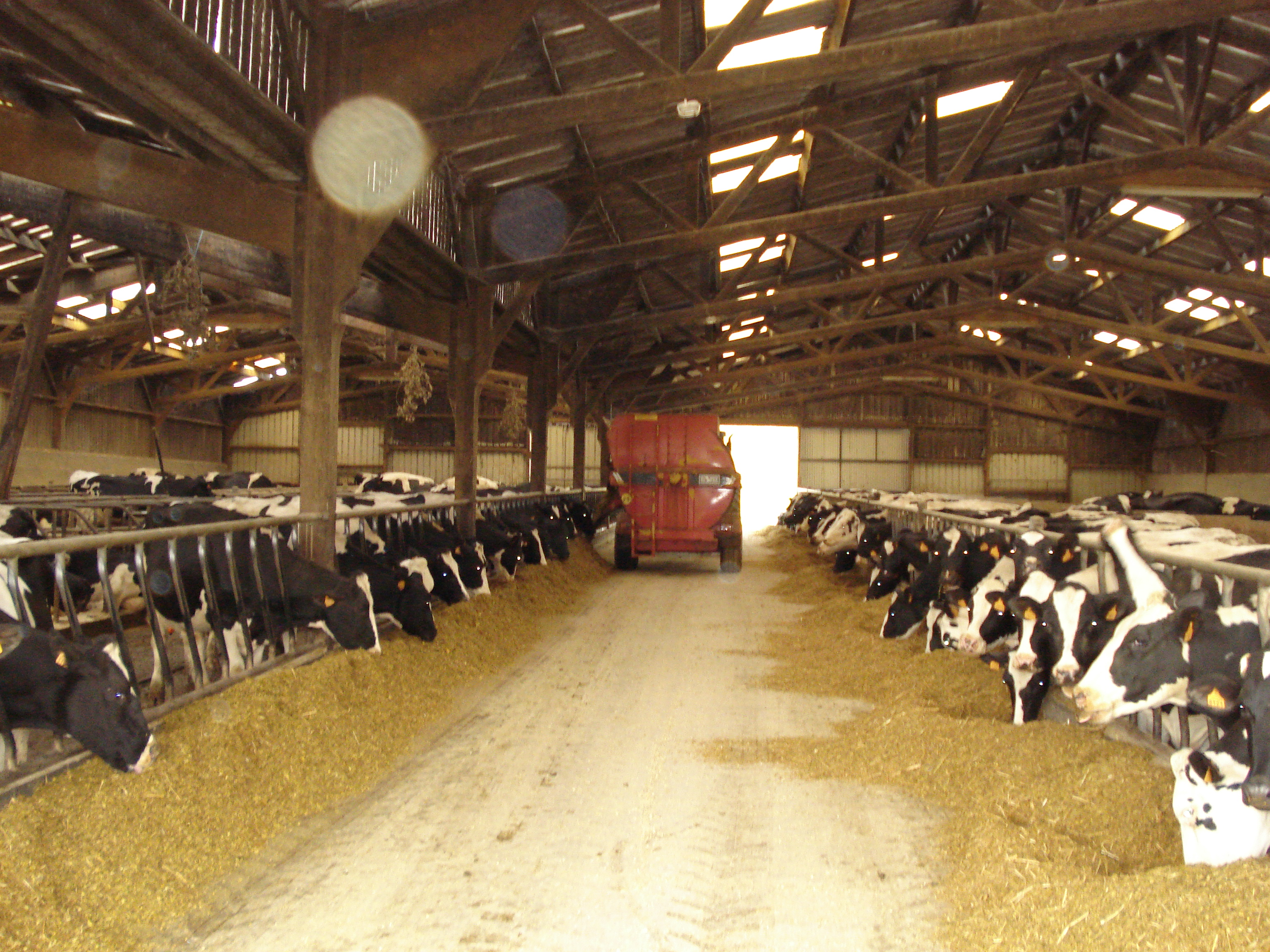
Организация кормления автотранспортом при беспривязном содержании (Франция, 2000-е годы)

Продуктивность животных более чем на половину определяется кормлением; для крупного рогатого скота — 60 % себестоимости продукции составляют затраты корма, и 40 % трудозатрат относятся именно на кормление. Три основных способа кормления в молочных хозяйствах — раздельный (когда животным сначала подают сочные корма, а потом — концентраты), цельный (подача полнорационной кормосмеси), комбинированный (когда основная часть подаётся в виде кормосмеси, но часть комбикормов и добавок даются отдельно). Несмотря на более низкие затраты при раздельном способе, у него есть такие недостатки, как высокие потери (в частности, крупным рогатым скотом до 15—20 % раздельно поданных сочных кормов не съедается) и риск ацидозов и даже кетозов при раздельном скармливании концентратов.
Основные методы подачи кормов — автотранспортом (самоходными электрокарами, тракторами с раздаточными прицепами), системой конвейерных транспортёров, передвижными техническими средствами с ограниченной свободой перемещения (например, раздатчиками, перемещающимися по монорельсу), возможны комбинированные варианты (например, когда трактор развозит корма, а распределяет их по индивидуальным кормушкам стационарный транспортёр). Раздаточная техника может быть оборудована миксерами, обеспечивающими приготовление кормосмесей непосредственно перед подачей. Наиболее сложные решения в процессе организации кормов связаны с индивидуализацией кормления концентратами, одним из вариантов такой организации может быть установка автоматических кормовых станций с системой распознавания животных.
Отдельный процесс в кормлении — поение животных, основная потребность их в воде возникает после доения (в частности, корова после дойки выпивает воды в треть суточной потребности). Обычно организуются поилки, обеспечивающие животным индивидуальный или групповой доступ, снабжаемые централизованной системой автоподачи воды. Вода также требует подготовки, в частности, важно обеспечение её подогрева, для чего может быть использована тепло от охлаждаемого молока. Молодняк выпаивается молозивом (первые несколько дней), молоком или заменителями цельного молока, молочно-кормовыми смесями, которые также могут подаваться через системы автоподачи и на автоматизированных станциях выпойки.

### Доение
Основной метод доения в средних и крупных хозяйствах начиная с середины XX века — машинное, с использованием доильных аппаратов, устанавливаемых специалистами — операторами машинного доения, либо полностью роботизированными системами. Перед доением оператор или робот осуществляет подготовку (обмыв и вытирание вымени, сдаивание первых порций молока), что занимает до 50 секунд, непосредственно машинное доение занимает 4—8 минут, после отключения аппарата и снятия доильных стаканов (на некоторых установках это действие производится автоматически) производится дезинфекция сосков. Считается важным организовать кормление и поение сразу после доения таким образом, чтобы коровы как можно дольше не ложились, что снижает риск попадания в соски с открытыми каналами грязи и вредной микрофлоры.

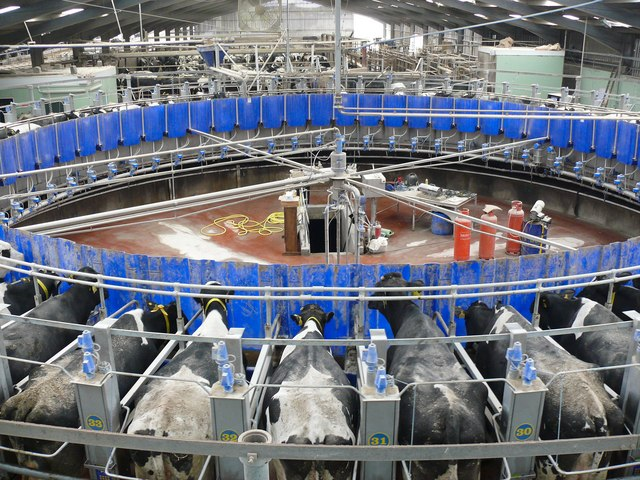
Карусельная доильная установка

Наиболее эффективная с точки зрения трудозатрат и качества молока организация процесса доения предусматривает построение специализированных доильных залов с подачей молока в централизованный молокопровод. Существует несколько типов доильных установок для доильных залов; в установках типа «тандем», «ёлочка», «параллель» коровы доятся в индивидуальных станках, расположенных по обе стороны траншеи, в которых работает оператор и устанавливает доильные аппараты, в первой системе станки расположены параллельно траншее, во второй — под углом 30° или 60°, в третьей — перпендикулярно траншее (используется поворотная калитка, разворачивающая животных выменем к оператору). В крупных хозяйствах широко используются карусельные доильные системы, в которых животные размещаются на круглой вращающейся платформе, оператор, в зависимости от конструкции, может находиться во внутреннем радиусе или снаружи платформы. Карусельная система изобретена в США в 1930-е годы, но распространение в Западной Европе, Австралии и Новой Зеландии получила лишь с 1960-х годов, в начале 1980-х годов карусельная система появилась и в СССР — была установлена на одном из крупнейших в мире молочных хозяйств того времени «Щапово».
Роботизированные доильные станции как правило организованы в виде боксов, в которых заходящим в них животным подаётся концентрированный корм, после чего они запираются и позиционируются, далее при помощи манипулятора осуществляется обмыв вымени, после чего манипулятор подводится уже с доильным аппаратом, и при помощи позиционирования лазером доильные стаканы последовательно надеваются на соски животного, если установить аппарат не удалось — то робот несколько раз повторяет попытки. Первые порции молока автоматически отводятся в отдельный резервуар, основной удой направляется в молокопровод, по окончании процесса стаканы автоматически снимаются с животного и осуществляется дезинфекция вымени. Для крупного рогатого скота один роботизированный бокс может обслуживать 50—70 коров, соответственно, для более крупного стада необходимо кратное число боксов. Роботизированные доильные станции позволяют полностью исключить контактный ручной труд оператора при доении, но общая экономия временны́х затрат составляет только 10—50 %, поскольку сохраняется необходимость обеспечения передвижения коров, повышаются затраты на технологический контроль и техническое обслуживание оборудования. При беспривязном содержании крупного рогатого скота со свободным доступом к роботизированной рабочей станции до 15 % коров требуется приводить на дойку из-за недостаточности у части животных мотивации, но большинство животных самостоятельно реализуют естественную потребность в доении и в среднем 2,6—2,7 раза в сутки посещают доильного робота, а самые продуктивные особи — до 5 раз в сутки.

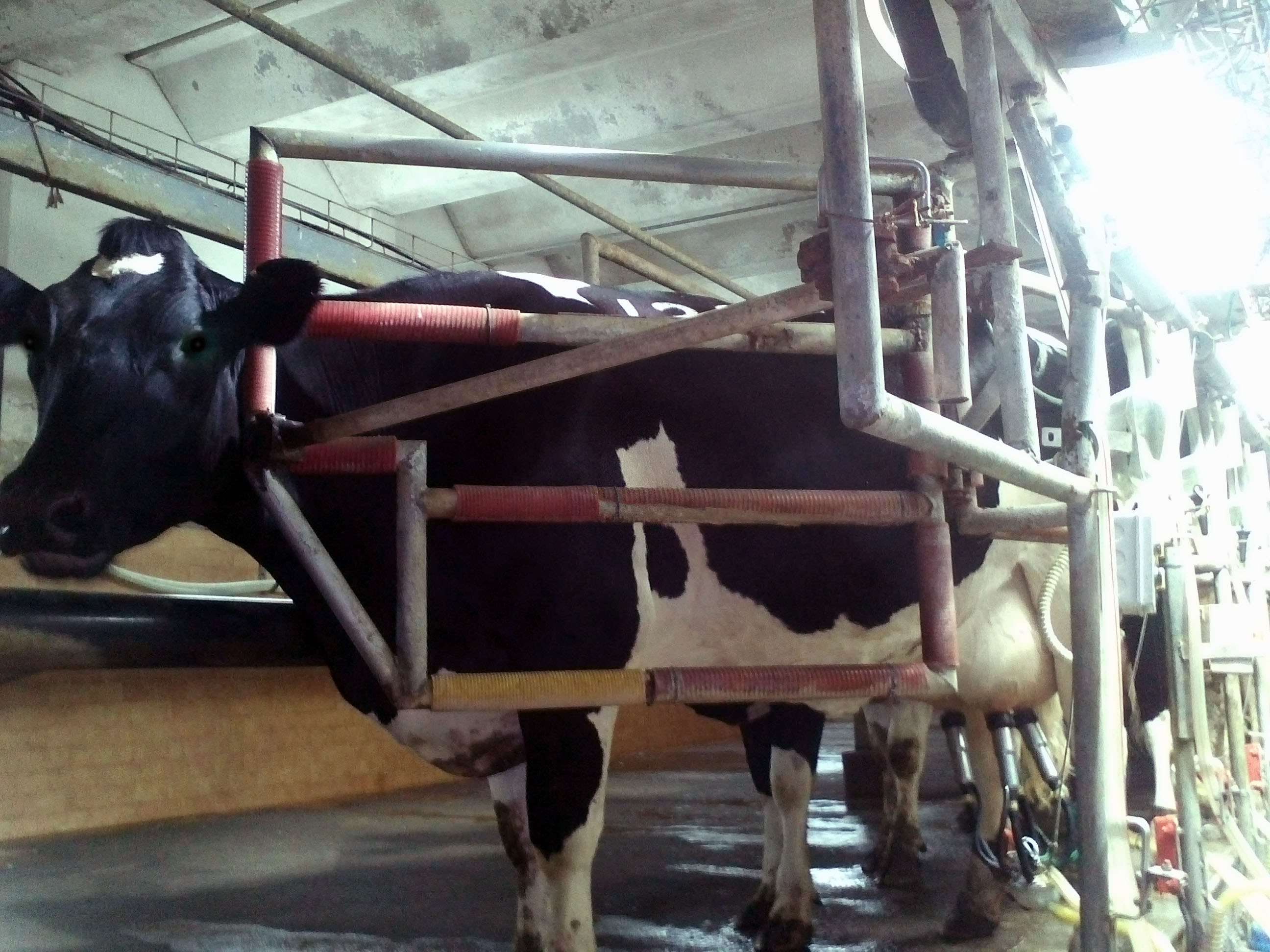
Установка «ёлочка» под углом 60° (кибуц Гезер)
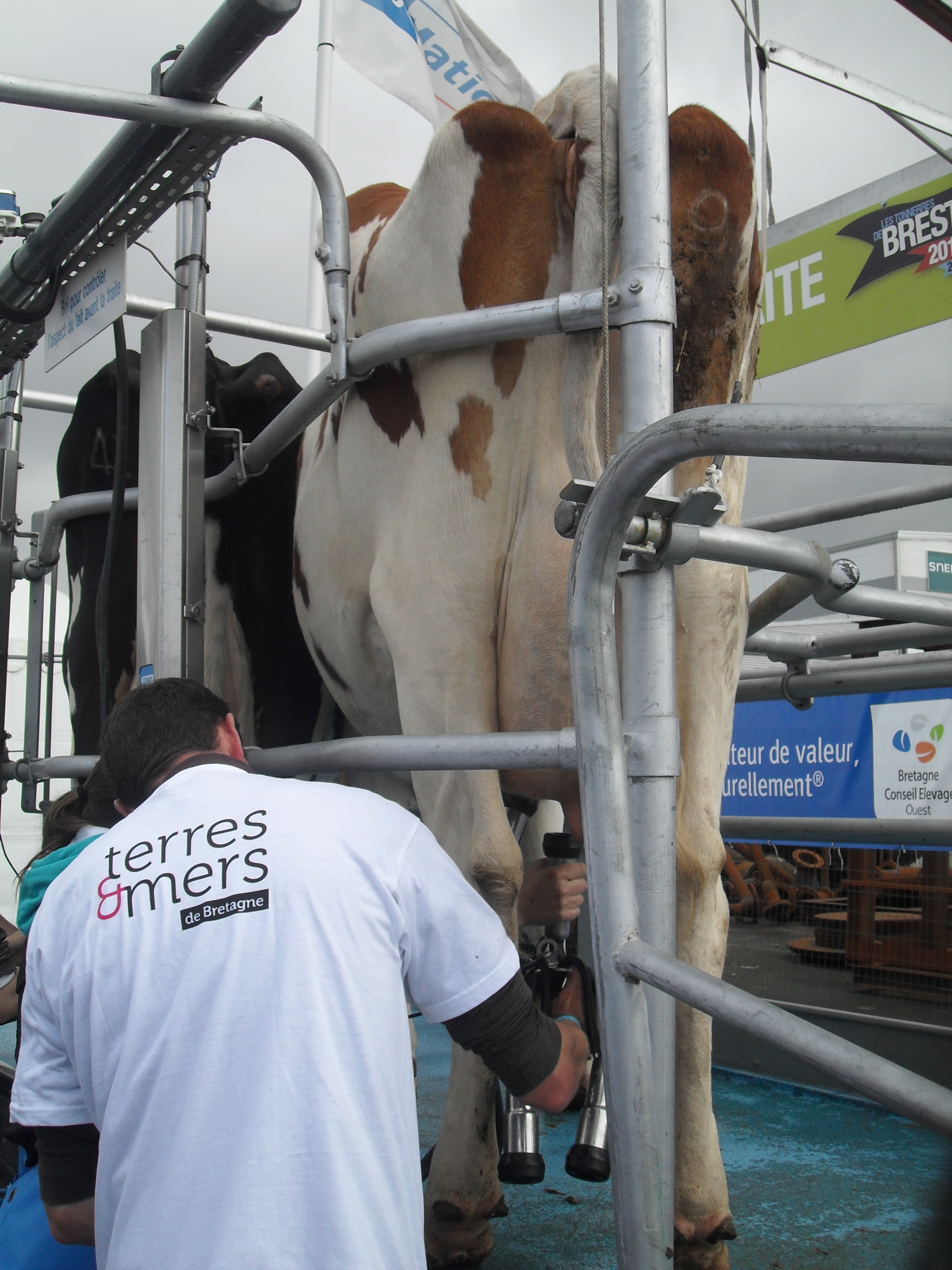
Установка доильного аппарата в системе «ёлочка» под углом 60°
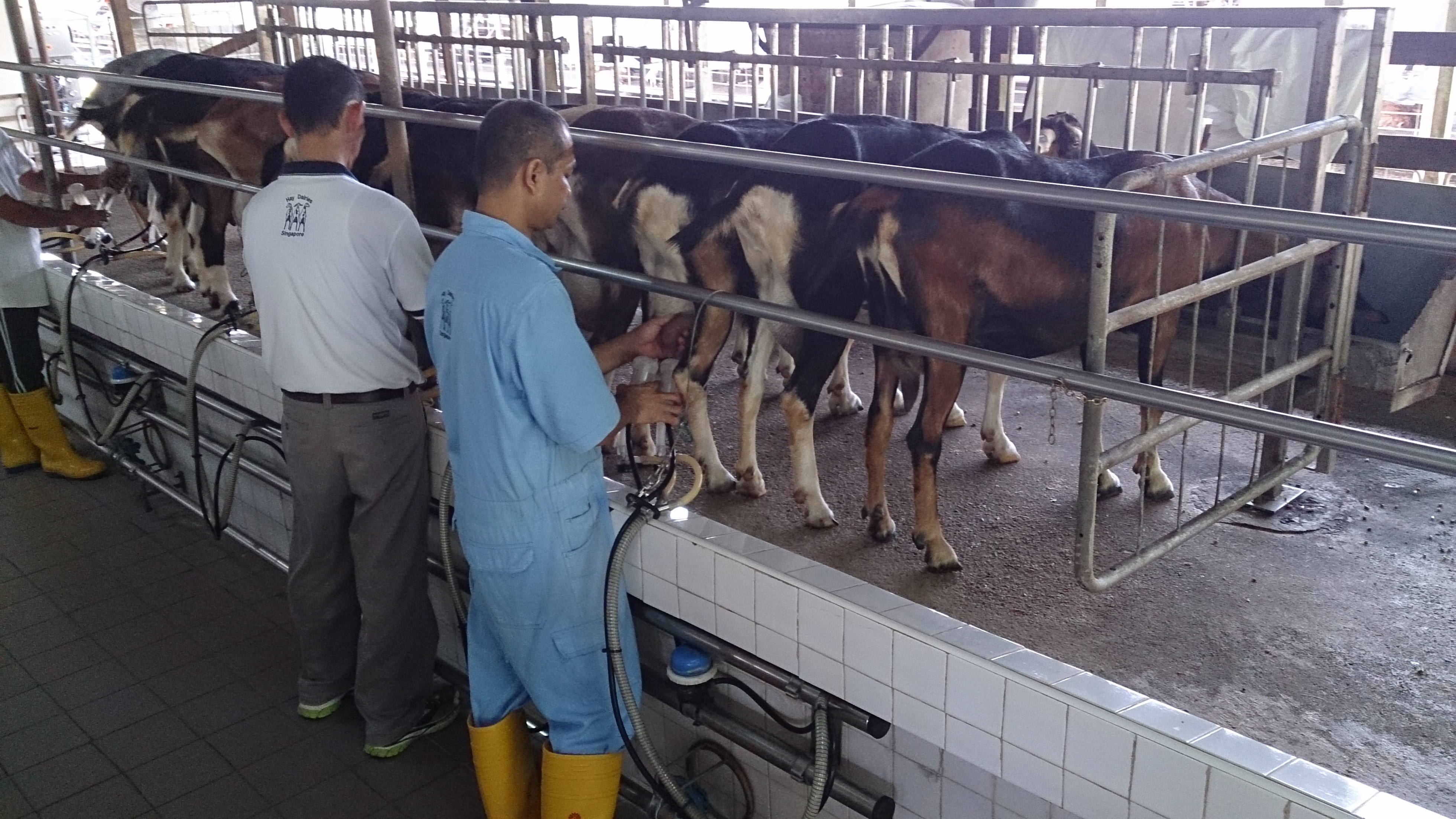
Доильный зал с системой «параллель» в козомолочном хозяйстве
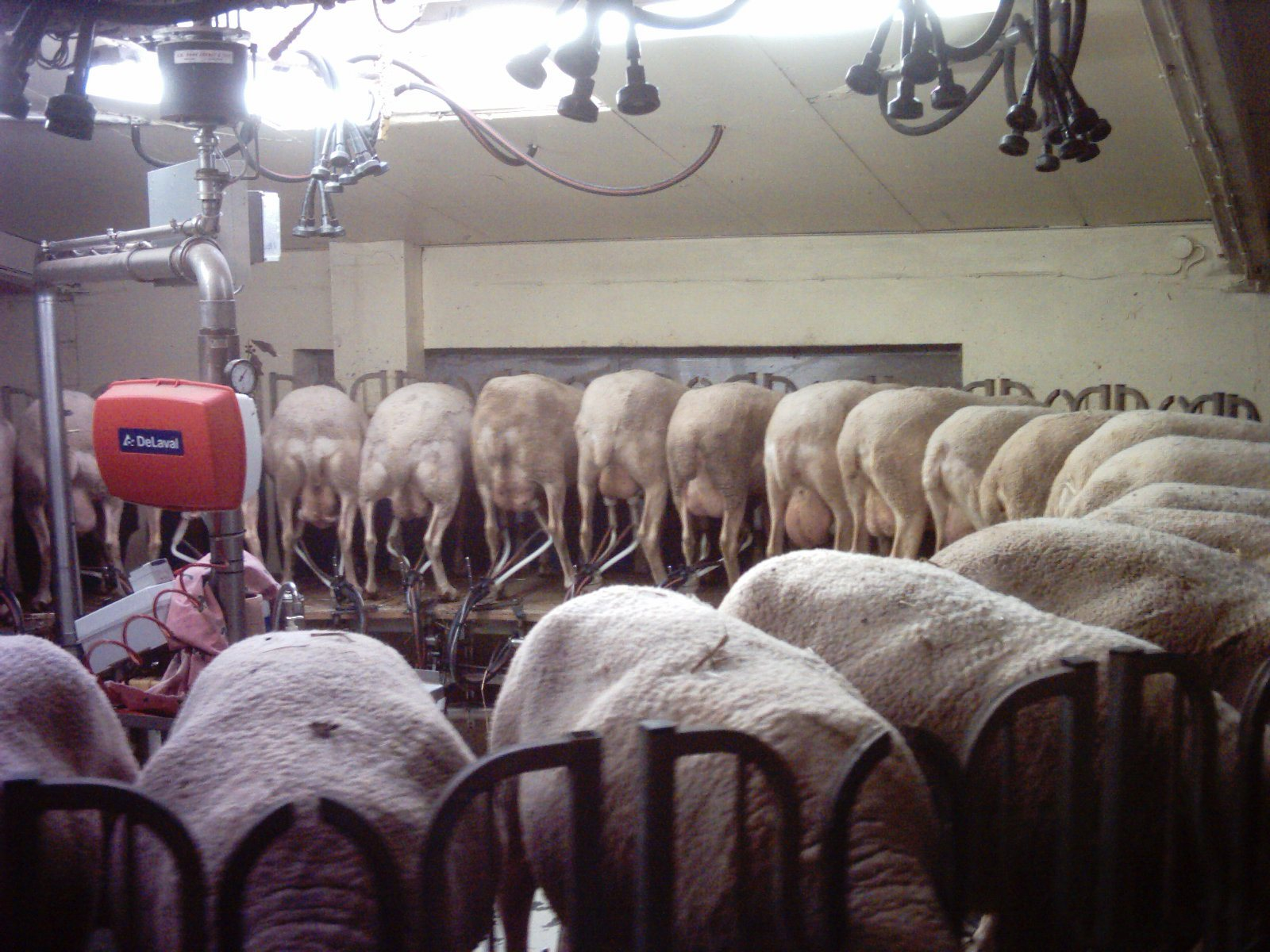
Молочные овцы на карусельной дойке во французском хозяйстве в Авероне
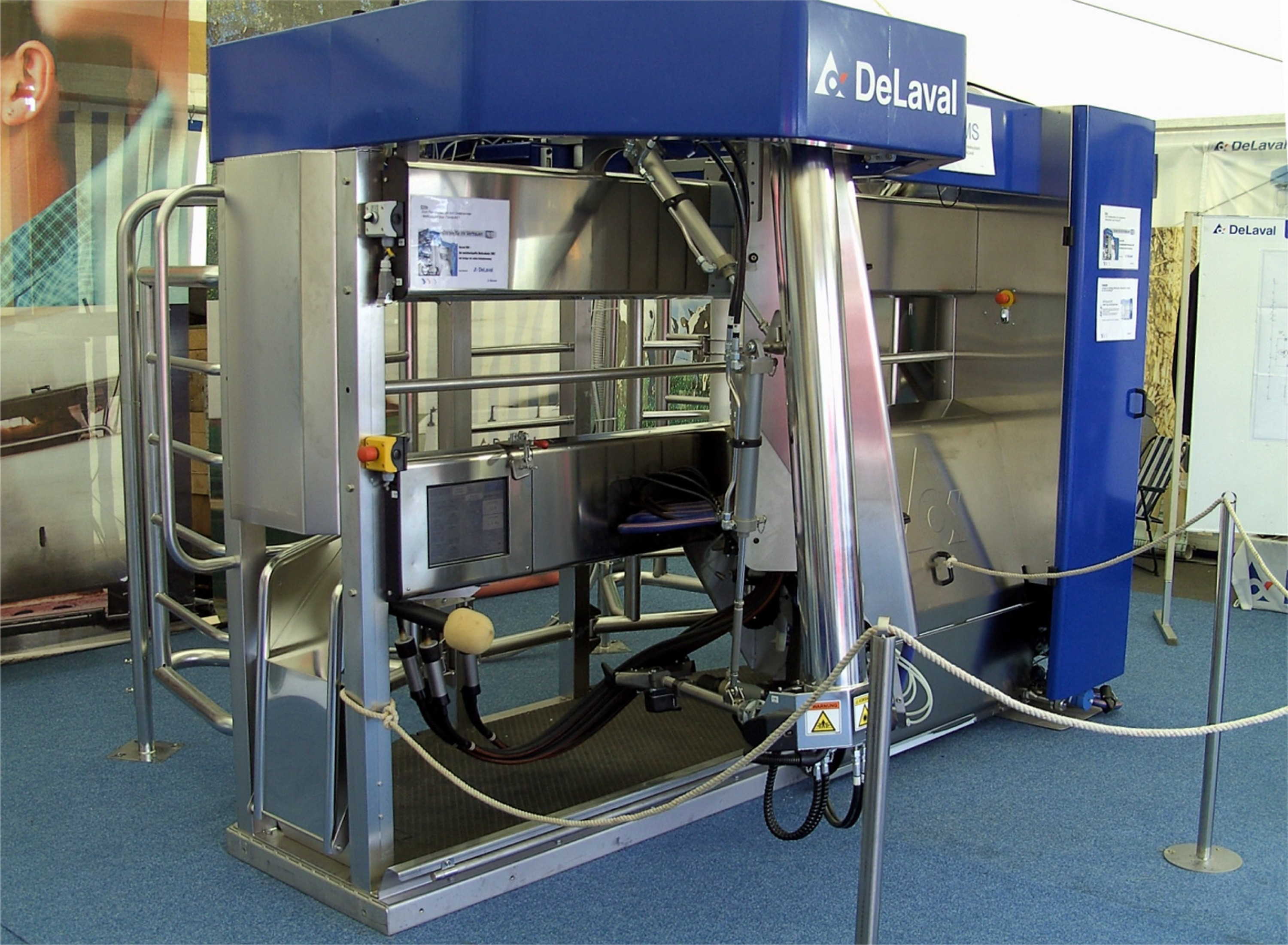
Роботизированная доильная станция DeLaval